# Simutrans

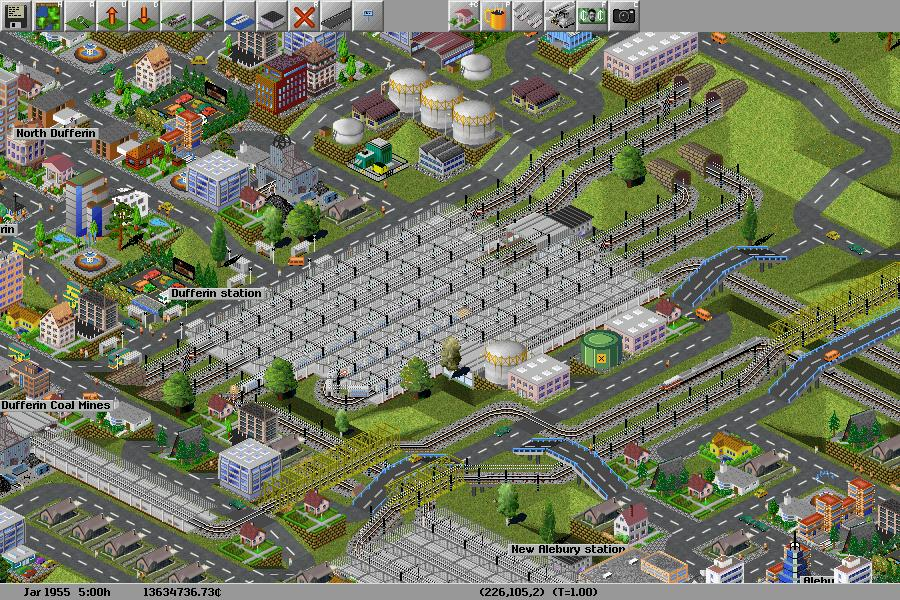
Screenshot starší verze Simutrans

Simutrans je počítačová hra z kategorie dopravně-obchodních strategií, podobně jako Transport Tycoon, Locomotion, Railroad Tycoon a Transport Giant.
Hra je šířena jako neplacený, volný software – a to pod Artistic licencí. Hru začal vyvíjet Hansjörg Malthaner, ale již delší dobu je vyvíjena hráčskou komunitou. A to jak po programové, tak i grafické stránce.
Hra je napsána v jazyce C++ a v současné době existují kompilace pro Microsoft Windows (doporučuje se XP a novější, hratelnost na Windows 98 není zaručena), MacOS, Linux, BeOS a Haiku.

## Cíle a způsoby hry
Cílem je postavení dopravního impéria. A to z peněz vydělaných přepravou zboží, cestujících či pošty po zemi, po vodě či vzduchem. K tomu jsou k dispozici tyto čtyři základní dopravní cesty: silnice, železnice, vodní a letecká cesta, a bezpočet alternativních dopravních cest – jako např. maglev, jednokolejka, úzkorozchodná dráha, tramvaje a trolejbusy.
Hráč staví své impérium v ortogonální čtvercové síti představující povrch části Země s terénními nerovnostmi.
Na rozdíl od podobných her, zde je u cestujících i zboží určen cíl cesty. A navíc vybrané továrny mají mezi sebou smlouvy o dodávkách zboží, takže není možné vzít například uhlí z jednoho dolu a dovézt jej do libovolné továrny, která jej potřebuje. A tou továrnou může být ocelárna či elektrárna, od níž lze natáhnout dráty a proudem zásobovat továrny.
Pokud se nechce hráč starat o ekonomickou stránku, může hrát v režimu freeplay (začátečnický mód). A pokud chce mít již od začátku dostupná všechna vozidla a především dopravní stavby, je možné hrát bez časové osy.
Pro větší zábavnost hry je připravena i hra o více hráčích – a to jak proti počítači, tak přes síť proti skutečným hráčům.
Hra standardně začíná v roce 1930, ale může začínat i později či dříve. To záleží na konkrétní grafické verzi. Počet typů dopravních cest i vozidel je na začátku většinou velmi omezený, ale postupně se zvětšuje. Celkový počet vozů v provozu však není prakticky omezen.

## Dopravní cesty
Simutrans má k dispozici sice omezený, ale přesto velmi rozsáhlý seznam dopravních cest, které je možno využít. Některé jsou však k dispozici jen ve vybraných grafických verzích.

### Základní dopravní cesty
Tyto dopravní cesty jsou téměř ve všech grafických verzích. Vzhled tratí a vozidel se však může velmi lišit.

#### Železnice
Jednou ze základních dopravních cest je železnice. Lze po ní převážet náklad, poštu i cestující. Na trase je možné stavět tunely i mosty. Ze začátku bývají k dispozici jen parní lokomotivy, později přibývá motorová a elektrická trakce. V pozdějších letech jsou k dispozici i rychlovlaky.

#### Silnice
Další základní cesta je silnice. Principiálně je velmi podobná železnici.

#### Lodní doprava
Lodní doprava může probíhat po moři, po splavných řekách i po umělých kanálech.
V některých grafických verzích je navíc možné stavět i podzemní průplavy či průplavové mosty (viadukty).

### Letecká doprava
Od verze 88.0.0 byla zavedena letecká doprava. Tento způsob dopravy je ve většině grafických verzích.
Pro leteckou dopravu není na rozdíl od ostatních cest nutno stavět dopravní cestu, staví se jen letiště. Ve hře jsou k dispozici letadla, a v některých grafických verzích i vzducholodě (ty však startují stejně jako letadla).

### Doplňkové dopravní cesty
Novinkou posledních verzí je možnost stavby atypických druhů dopravy a dopravních cest. Tyto typy dopravních cest jsou však více než jiné vázány na grafickou verzi.

#### Tramvaje
Od verze 0.86.00 byla do hry přidána i tramvajová doprava. Tato doprava je přítomná ve většině grafických verzí. V některých grafických verzích jsou však tratě podobné tramvajím z TTD (tzn., že v jednom díle jsou tratě pro oba směry), zatímco v jiných jsou spojitelné s tratěmi železničními. V obou případech je možné je postavit jak na silnici, tak i mimo.
Hlavní výhodou tramvají je jejich větší kapacita a rychlost v porovnání s autobusy. V městech se totiž autobusy mohou pohybovat maximálně 50 km/h, zatímco tramvaje mohou jet rychleji – většinou 60 až 70 km/h.

#### Trolejbusy
Ve městě mají stejné výhody i nevýhody jako autobusy, ale vhodnou stavbou trolejového vedení je možné striktněji nastavit cestu. Jsou přítomny v Pak128 a Pak128.CS.

#### Maglev
Většina maglevů v této hře odpovídá spíše německému Transrapidu než japonskému MLX01. Je určen především k dopravě cestujících a pošty. V některých verzích je možné jej použít i k přepravě vybraných druhů zboží.

#### Jednokolejka
Určená téměř výhradně k přepravě cestujících. Použitelná jako alternativní způsob dopravy v městě. Buď je zavěšená (v Pak128, kde má podobu visuté dráhy ve Wuppertalu) nebo nikoliv (Pak64, kde svým vzhledem připomíná spíše maglev).

#### Úzkorozchodná dráha
Podobá se normální železnici.

## Jazykové verze
Simutrans je k dispozici v mnoha jazycích včetně češtiny. Překlady textů programu jsou téměř kompletní. Překlady různých grafických verzí však mohou trpět nedostatky. A některé grafické verze nejsou přeloženy vůbec.

## Grafické verze
Simutrans je od jiných podobných her odlišný rovněž tím, že k němu existuje více grafických verzí, které se liší především rozlišením, velikostí základního herního pole, a to od 32 px po 192 px. Hlavní grafické verze mají rozlišení 64 px nebo 128 px. Dále je to geografická lokalizace, čím se jednotlivé grafické verze liší. Některé verze jsou univerzální a obsahují vozidla a budovy známé z reálného světa bez ohledu na místo původu vozidla a budovy, takže pod Eiffelovou věží může projet Šinkansen. Jiné jsou více specializované – například na Polsko a Maďarsko, na bývalé Československo, USA, Japonsko a mnoho dalších. Jiné jsou z větší části smyšlené. Tím posledním, čím se grafické verze liší je všeobecný styl. Některé se zaměřují na realitu, jiné jsou graficky zjednodušené a vypadají tak velmi komicky.
Vývojářská komunita je rozsáhlá a jsou v ní zastoupeni i Češi. Proto není překvapením, že se v některých grafických verzích vyskytují i česká a slovenská vozidla. A dokonce existuje i grafická verze zaměřená výhradně na české, moravské a slovenské luhy a háje.

### Pak64
Původní grafická verze. Jsou zde vozidla z téměř celého světa, především však Evropy, Asie a USA. V této grafické verzi potkat například českou lokomotivu řady 180.
Vývoj této verze stále probíhá.

### Pak128
Grafická verze, která vznikla jako reakce na monitory s velkými úhlopříčkami a vysokými rozlišeními, kde původní grafická verze již nebyla přehledná.
Původně byla vytvořena úpravou objektů z Pak64 (takže je možné vidět spoustu stejných budov jako v Pak64) ale později dostala tato grafická verze již vlastní vozidla a vlastní budovy.
Tato grafická verze je mnohem rozsáhlejší a obsahuje ještě větší množství českých vozidel. Například elektrické lokomotivy řady 151, 163, 380, dieselové lokomotivy řady 749 a 750 a parní lokomotivu Albatros.
Ve hře jsou téměř všechny typy vlaků – vlaky tažené parní, dieselovou či elektrickou lokomotivou, elektrické jednotky (včetně rychlovlaků) i motorové jednotky.

### Pak128.CS
Jedna z vývojově velmi mladých grafických verzí. Je zaměřená na silniční a železniční vozidla a stavby České a Slovenské republiky, včetně bývalého Československa. Obsahuje však (celkem pochopitelně) i značné množství zahraničních vozidel. Jednak železničních (hlavně pokud jde o vozidla Německých drah, Rakouských spolkových drah a Maďarských státních železnic), ale i silničních.
Je vyvíjena českou komunitou.

### Pak96.Comic
Grafická verze s částečně zjednodušenou grafikou. Je možné zde potkat reálná vozidla (především letadla), ale většina vozidel i staveb je smyšlená.
Tato verze sice neobsahuje žádná česká vozidla, ale jedním z autorů grafiky pro tuto verzi je Čech. Proto je možné mezi továrnami najít pole s tak českou plodinou, jakou je len.

### Pak32.Comic
Grafická verze s velmi zjednodušenou grafikou. Jeho grafika je velmi jednoduchá zejména díky malému rozlišení. Nejspíše už se nebude vyvíjet. Složitější varianta této grafické verze je Pak96.Comic

## Zboží
Vedle cestujících je v hře velké množství zboží, které je možné přepravovat. Některé druhy zboží mohou být v různých grafických verzích zařazeny do různých skupin podle toho, v jakých vagonech a automobilech je nutno je přepravovat.

## Základní distribuce
Základní verze hry. Určeno pro spíše pro začátečníky a nenáročné hráče.

## Experimentální distribuce
Jde o verzi, kde jsou do hry přidány některé prvky, které nejsou v základní distribuci. Tato distribuce je určena spíše pro pokročilé hráče. Mezi prvky, které jsou v experimentální distribuci (a které nejsou v základní) jsou:

### Naklápění
Přestože grafika vozidel tento prvek ignoruje, vozidla s naklápěním mohou oblouky (přestože v této hře oblouky jako takové neexistují) projet mnohem rychleji. Bez naklápění funguje zpomalení vlaku v obloucích s malým poloměrem.

### Výměna lokomotiv, vratné soupravy
Na rozdíl od základní distribuce, zde může vlak v stanici vyměnit lokomotivu (například elektrickou za dieselovou) a pak pokračovat dál stejným směrem či odjet opačným, což je zajímavé pro hlavové železniční stanice (příkladem je Masarykovo nádraží v Praze). Elektrické a motorové jednotky se neotočí, ale přesto mohou pokračovat v jízdě v potřebném směru.

### Komfort
Osobní vlaky mohou mít různý komfort pro cestující.